# Parafia Wniebowzięcia Najświętszej Maryi Panny w Odessie
Parafia Wniebowzięcia Najświętszej Maryi Panny w Odessie – rzymskokatolicka parafia znajdująca się w diecezji odesko-symferopolskiej w dekanacie Odessa. Jest to parafia katedralna tej diecezji.
Kościół zbudowany w latach 1844–1853 staraniem polskich i niemieckich katolików. Zamknięty przez sowietów w 1935 wraz ze szkołą polską. Parafia wznowiła działalność podczas okupacji rumuńskiej w latach 1941–1944. Ostatecznie zamknięta w 1949. Zrujnowany kościół został oddany wiernym 9 sierpnia 1991. Od utworzenia diecezji odesko-symferopolskiej 4 maja 2002 parafia katedralna.